# Maxomys ochraceiventer
Maxomys ochraceiventer es una especie de roedor de la familia Muridae.

## Distribución geográfica
Se encuentra en Indonesia y Malasia. 